# Konstantyn Dukas II (współcesarz)
Konstantyn Dukas II (ur. w 1074, zm. ok. 1095) – panował jako współcesarz bizantyjski od 1081 do około 1095 roku. Mąż Anny Komneny.